# ヘリカルスキャン方式
ヘリカルスキャン方式（ヘリカルスキャンほうしき、Helical scan）とは、磁気テープの記録方式の一種で、回転ヘッド方式の一種であり、回転する円筒形の磁気ヘッドに磁気テープを斜めに巻きつけ、テープ磁性面に傾斜した多数の記録トラックを形成する方式。
映像信号のような高い周波数の信号を記録するためには磁気テープと磁気ヘッドの相対的な速度を高める必要があるが、テープの送り速度だけで映像信号の記録に必要な相対速度を得るのは困難であるため考え出された方式である。1980年代以降の家庭用ビデオテープレコーダで主流になったのに加えて、コンピュータ周辺機器のDDS、8mm、DTF、AIT等でも採用された。英単語のヘリカル（helical）は螺旋状を意味し、もともと円筒形のヘッドに螺旋状にテープを巻きつけるというアイディアだったのでこう命名された。発明者は東芝の澤崎憲一である。→#開発史

## テープの巻き方法
ヘッドドラムへのテープの巻きつけレイアウトには大きく分けてα巻き（アルファまき）とΩ巻き（オメガまき）の二つがある。どちらもテープ走行レイアウトを上からみた形状から名づけられた。

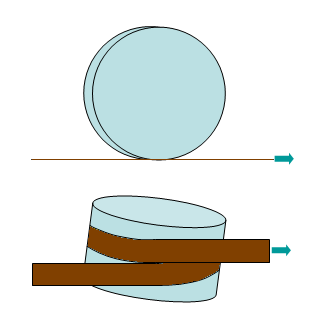
図1：α巻きレイアウト

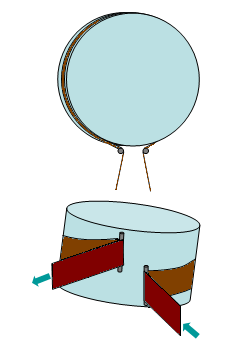
図2：Ω巻きレイアウト

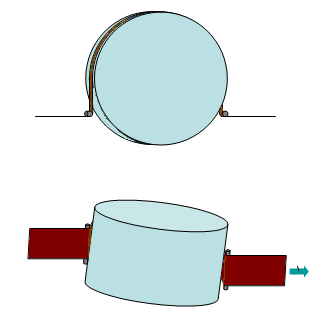
図3：180度Ω巻きレイアウト

### α（アルファ）巻き
α巻きは図1のようにヘッドドラムにテープを360度巻きつける方式が代表格である。テープの走行が比較的素直でテープへの負担が軽くできる。巻きつけ角度は360度以下にすることもできる。代表的なものに1インチBフォーマットおよびDフォーマットがある。家庭用ではかつてVX方式で採用されていた。

### Ω（オーム）巻き
Ω巻きは図2・3のようにヘッドドラム近傍に備えたガイドポストでテープの走行方向を変える方式である。図2は巻き付け角が360度弱のものを、図3は約180度のものを示す。
ガイドポストでドラム近傍のテープの姿勢を規制するため、記録トラックの開始・終了部での記録状態を安定させやすい。また、図3のレイアウトはカセットテープ方式に適合させやすいレイアウトであり、VHSもベータマックスもこの方式を採用する。但しカセットハーフからテープを引き出してヘッドドラムに装荷する方式（ローディング方式）はそれぞれ異なる。
1インチCフォーマットは図2に近いレイアウトを採用する。

## 記録ヘッド数
図1,2のように360度近くテープを巻きつける方式では1組のヘッドでドラム1回転につき1フィールド分の画面を記録する。1フィールドはインターレーススキャン方式における1枚の画像で、NTSC方式では1/59.94秒分にあたる。ただしこの方式ではテープからヘッドが離れて記録できない期間が存在するため、以下のいずれかの方法がとられている。
- 時間軸圧縮技術を用いることにより、テープとヘッドが接触している不連続な期間に1フィールド分の記録を済ませ、見かけ上連続的に記録する
- その期間を垂直帰線期間に合わせ、垂直同期信号を含め電子回路で補償する(初期の家庭用VTRであるVX方式等で採用)
- 撮像素子の走査時間を短くし、テープとヘッドが接触している期間に一画面分の記録を済ませる（撮影専用のカムコーダのみに使用できる方法であり、初期のベータムービーで採用された）
- テープからヘッドが離れる期間の信号を記録する補助ヘッドを設ける(1.5ヘッド方式)

図3のように約180度巻きつける方式では、円周上で180度ずれた位置に配置した2組のヘッドでドラム1回転につき1フレーム分の画面を記録する。1フレームはインターレーススキャン方式における2フィールドにあたる。1組のヘッドがテープから離れている間に、もう1組のヘッドで記録することになる。
1組のヘッドには、磁気ヘッド1個の場合と、2個以上の磁気ヘッドで構成される場合とがある。複数ヘッドを用いた例としては、Ω巻きでのテープ・ヘッド非接触期間の記録を補償するための補助ヘッドを用いる1.5ヘッド方式（1インチCフォーマットVTR）や、輝度信号と色差信号を別々に記録する方式（ベータカムなど）、高密度記録のため2～4個のビデオヘッドを用いて並列に書き込むデジタルVTRの例などがある。

## テープ上の記録パターン

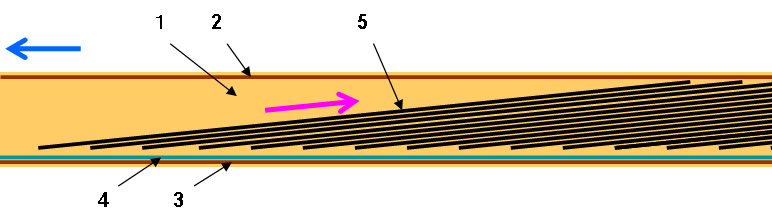
図4：テープ上の記録パターンの一例

図4に磁気テープへの記録トラックのレイアウトの一例を示す。
1. 磁気テープ記録面
2. オーディオトラック1
3. オーディオトラック2
4. コントロールトラック(CTLトラック）
5. ビデオトラック

- 青矢印はテープの走行方向、ピンクの矢印はテープ/ヘッドの相対的な移動方向である。

記録トラック間にはトラック間の信号の混入（クロストーク）を防ぐため、何も記録しない隙間をガードバンドとして設けるのが一般的であったが、高密度記録を狙った方式では、記録面を有効活用するため隣り合った記録トラックを隙間なく密着させて記録する。この場合、隣接トラック同士のクロストークを軽減するためヘッドギャップの傾き（アジマス）を隣り合うトラックと変えることが行われる。これはもちろん、ヘッドを複数個使用する記録方式について用いられる。

## コンピュータ周辺機器
ヘリカルスキャン記録方式はデータの高密度記録を要求されるコンピュータの周辺機器、例えばデータレコーダ、R-DAT、デジタル・データ・ストレージ、汎用コンピュータ用のマス・ストレージシステム(MSS：IBMなどが1980年代に供給した超大容量磁気記録装置）にも用いられた。

## 開発史
ヘリカルスキャン方式を発明したのは東芝の澤崎憲一である。早稲田大学理工学部を卒業後、東芝の前身である東京電気に入社した澤崎は、テレビ普及の大波の次に来る「ポスト・テレビ」の製品の有望候補として、音と映像を同時に記録する装置の開発に取り組んでいたが、1955年のある日、ふとある考えが閃いた。磁気テープを回転ドラムに螺旋状に巻きつけた状態でドラムを回転させれば、テレビ画面1枚分がテープの1トラックに入るはずなので、それを連続させれば音と映像を同時に記録できる、と閃いたのである。澤崎はヘッドの試作機を作り実験を繰り返し、予想通り動作することを確認してから特許申請をした。ところが特許申請をした直後にアメリカのアンペックス社が、別方式による、世界初のビデオレコーダー（VR-1000）を世に発表した。おまけにアンペックス社が日本に進出する際に東芝と合弁会社「東芝アンペックス」を設立し、その契約書になぜか「当社はヘリカルスキャン方式は採用しない」という条項が盛り込まれたことで、東芝は澤崎のヘリカルスキャン方式を製品化したくてもブレーキがかけられたような状態になってしまい、その状態は契約条項を変更するまで続いた。
ヘリカルスキャン方式の試作機を最初に作ったのは東芝で、1ヘッド方式のもので1959年に発表された。放送局用を前提に作ったもので、縦横数メートルもあるような巨大な装置で、アンペックスの4ヘッド方式のものに比べて大きさに関する優位性は無いうえに、すでに放送局に100台納入され使われていたアンペックス社の装置と互換性を放送局は優先したので、NHK技研やTBSに試験導入されるにとどまった。
澤崎が発明したヘリカルスキャン方式に、日本ビクター、ソニー、松下電器、芝電気などが注目し研究した。
日本ビクターでは高柳健次郎がこの方式に飛びついた。ビクターはビデオレコーダーを開発したくてもその分野の基盤技術が無く、技術者としての才能の溢れる高柳には意地もあり、アンペックス社と同一方式のいわゆるコピー商品を作りたくなかったので、澤崎のヘリカルスキャン方式に着目したのである。1955年に高柳の指示でビクターはヘリカルスキャン方式のビデオレコーダの基礎研究に着手した。アンペックス社のVR-1000は4ヘッドだったが、高柳は半分の2ヘッドの方式を目指し、そこに澤崎のヘリカルスキャン方式を組み合わせれば、4ヘッドでは不可能とされていた停止画像も表示できるようになり、おまけに画面のチラツキも無くせる。1958年にはより具体的な開発の段階に移り、1959年10月9日には回転2ヘッドにヘリカルスキャン方式を組み合わせた方式の基本特許の申請にこぎつけた。ビクター以外の日本メーカーも同じ方式を研究しており、ビクターの特許申請の1週間後の10月16日にソニーが、19日には松下電器が申請し、僅差でビクターがこの回転2ヘッド・ヘリカルスキャン方式の特許を手中におさめた。
ビクターはこの回転2ヘッド・ヘリカルスキャン方式の世界初の製品「KV-1」を1961年に発表した。これはその後のビデオテープレコーダーの原型とも言える優れた製品であった。アンペックスの製品より優れており、ビクターの側は、これは世界の放送局に売れる、と見込んでいたのだが、蓋を開けてみるとKV-1はまったく売れなかった。すでに放送局に導入され鎮座しているアンペックス社のビデオレコーダーと互換性が無く、放送局はアメリカでアンペックスの装置で録画された映画のテープを入手してもビクターのKV-1では放送に乗せられず、またビクターとしては期待の大きかった日本の国内市場に関しても、アンペックスと互換性のある装置の国内製はすでにSONYが販売しているから、という理由だった。ビクターはこの手痛い失敗で、ビデオ製品では性能の良し悪しよりも互換性が重要だ、ということを学ぶことになった。